# Anand Yang
Anand A. Yang é um professor de história na Universidade de Washington, nos Estados Unidos. Ele também atuou como presidente do Departamento de História da Universidade de Washington e da Henry M. Jackson School of International Studies. De 2006 a 2007, ele atuou como presidente da Association for Asian Studies, e de 2007 a 2009 foi presidente da World History Association. Sua pesquisa tem se concentrado na vida agrícola e camponesa na Índia colonial, história social, direito e criminalidade, e vida nos mercados indianos.

## Início de vida
Yang nasceu em Shantiniketan, Índia, de pais chineses. Ele cresceu e frequentou a escola em Nova Deli, mas concluiu o ensino médio na Cidade do México, antes de se mudar para os Estados Unidos para frequentar a faculdade. Recebeu seu diploma de Bacharel em Artes pela Swarthmore College em Swarthmore, Pensilvânia e seu PhD em História pela Universidade da Virgínia.

## Carreira
Yang iniciou sua carreira docente como Professor Visitante no Sweet Briar College no outono de 1974. De lá, tornou-se professor na Universidade de Utah em 1975. De 1989 a 1994, Yang atuou como presidente do Departamento de História da Universidade de Utah. Em 1995, ele tornou-se diretor de Estudos Asiáticos. Em 2002, ele foi contratado pela Universidade de Washington (UW) para servir como Diretor da Escola de Estudos Henry M. Jackson. Em 2010, ele tornou-se presidente do Centro de Estudos da Ásia do Sul na UW. Em 2015, foi nomeado presidente do Departamento de História.
Yang foi editor do The Journal of Asian Studies de 1995 a 2001, e do periódico Peasant Studies de 1981 a 1994.
Entre suas obras mais recentes está uma tradução do relato de viagem de Thakur Gadadhar Singh à China como parte de um contingente multinacional enviado para suprimir a Rebelião dos Boxers.

## Algumas publicações
- Yang, Anand A., et al., editors. Thirteen Months in China: A Subaltern Indian and the Colonial World. New Delhi: Oxford University Press, 2017.[6]
- Yang, Anand. Interactions: Transregional Perspectives on World History. Honolulu: University of Hawai'I Press, 2005. Print.[7]
- Yang, Anand. Bazaar India: Markets, Society, and the Colonial State in Bihar. California: University of California Press, 1999. Print.[8]
- Yang, Anand. The Limited Raj: Agrarian Relations in Colonial India, Saran District, 1793–1920. California: University of California Press, 1989. Print.[9]
- Yang, Anand. Crime and Criminality in British India. Tucson: University of Arizona Press, 1986. Print.[10]